# Tanacetum tenuifolium
Tanacetum tenuifolium là một loài thực vật có hoa trong họ Cúc. Loài này được Jacquem. ex DC. miêu tả khoa học đầu tiên năm 1838.